# Condado de Lebanon
El condado de Lebanon (en inglés: Lebanon County) fundado en 1813 es uno de 67 condados en el estado estadounidense de Pensilvania. En el 2000 el condado tenía una población de 120,327 habitantes en una densidad poblacional de 128 personas por km². La sede del condado es Lebanon.

## Geografía
Según la Oficina del Censo, el condado tiene un área total de 940 km² (362,9 mi²), de la cual 938 km² (362,2 mi²) es tierra y 3 km² (1,2 mi²) (0.20%) es agua.

### Condados
- Condado de Schuylkill (noreste)
- Condado de Berks (este)
- Condado de Lancaster (sur)
- Condado de Dauphin (oeste)

## Demografía
Según el censo de 2000, había 120,327 personas y 32,771 familias residiendo en la localidad. La densidad de población era de 128 hab./km². Había 49,320 viviendas con una densidad media de 53 viviendas/km². El 94.46% de los habitantes eran blancos, el 1.29% afroamericanos, el 0.13% amerindios, el 0.89% asiáticos, el 0.04% isleños del Pacífico, el 2.26% de otras razas y el 0.94% pertenecía a dos o más razas. El 4.96% de la población eran hispanos o latinos de cualquier raza.
Según el censo, de los 46,551 hogares en el 30.40% había menores de 18 años, el 57.40% pertenecía a parejas casadas, el 11.10% tenía a una mujer como cabeza de familia, y el 29.60% no eran familias. El 25.20% de los hogares estaba compuesto por un único individuo, y el 11.10% pertenecía a alguien mayor de 65 años viviendo solo. El tamaño promedio de los hogares era de 2.49 personas, y el de las familias de 2.98.
La población estaba distribuida en un 23.70% de habitantes menores de 18 años, un 8.20% entre 18 y 24 años, un 28.00% de 25 a 44, un 23.70% de 45 a 64, y un 16.40% de 65 años o mayores. La media de edad era 39 años. Por cada 100 mujeres había 95.00 hombres. Por cada 100 mujeres de 18 años o más, había 91.70 hombres.

## Localidades

### Ciudades
- Lebanon es la única ciudad incorporada en el condado de Lebanon.

### Boroughs
Cleona |
Cornwall |
Jonestown |
Mount Gretna |
Myerstown |
Palmyra |
Richland 

### Municipios
Annville |
Bethel |
Cold Spring |
East Hanover |
Heidelberg |
Jackson |
Millcreek |
North Annville |
North Cornwall |
North Lebanon |
North Londonderry |
South Annville |
South Lebanon |
South Londonderry |
Swatara |
Union |
West Cornwall |
West Lebanon 

### Lugares designados por el censo
Anville |
Avon |
Campbelltown |
Fort Indiantown Gap |
Fredericksburg |
Lebanon South |
Mount Gretna Heights |
Newmanstown |
Pleasant Hill |
Quentin |
Sand Hill |
Schaefferstown |
Timber Hills 